# 三笑亭可上
三笑亭 可上（さんしょうてい かじょう）は、落語家の名跡。過去2名確認されている。

## 初代
生没年不詳。初代三笑亭可楽の門下。百面相の祖と言われている。文化時代に可上が百眼と称して高座で目かつら着けて身振り手振りで物まねや声色、小噺をしたのが始まり。その後明治に名を「生人形」「変相術」などと名を変え現在に至る。

## 二代目
生没年不詳。初代三笑亭可楽の門下。改名順は可吉から三笑亭可重、三笑亭可録、福寿庵可録、寿楽を経て1852年に2代目三笑亭可上となった。初代可上と同様に百なまこを得意とした。俗称を傳治郎。弟子に2代目可重（後の4代目三笑亭可楽）がいる。